# Mickiewicz-Bataillon

Flagge der Interbrigaden

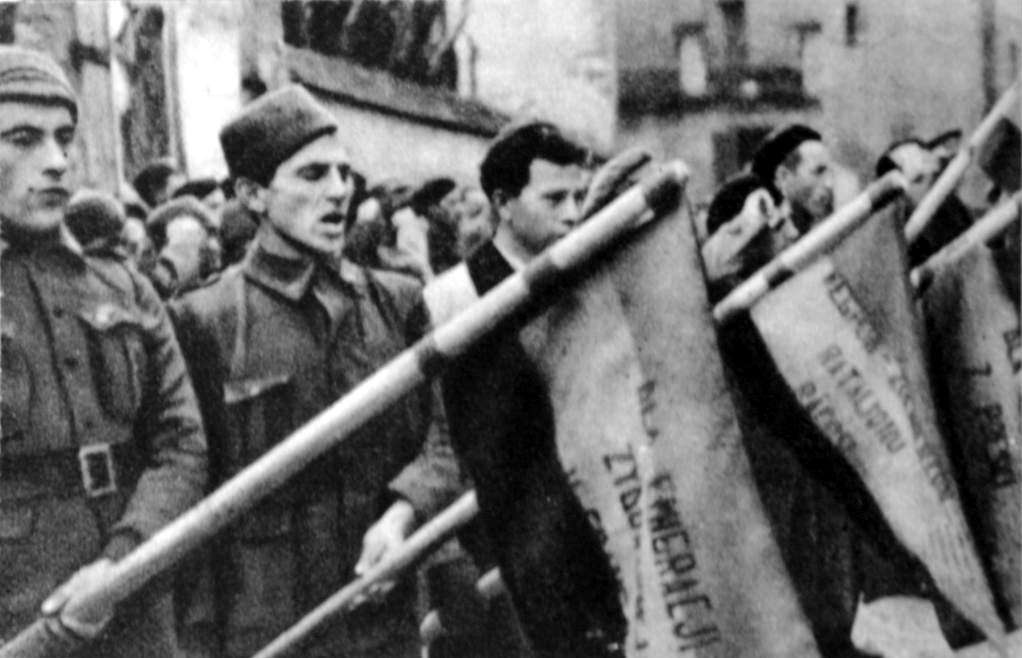
Soldaten der Brigade

Das Mickiewicz-Bataillon in den Internationalen Brigaden war wie das Dąbrowski-Bataillon und das Palafox-Bataillon  ein vornehmlich polnisches Bataillon im Spanischen Bürgerkrieg. Es wurde nach dem polnischen Dichter und Patrioten Adam Mickiewicz benannt. 
Das Bataillon ging aus der Mickiewicz-Kompanie des Palafox-Bataillons hervor. Die Kompanie wurde am 18. November 1936 in Albacete, dem Ausbildungslager der Internationalen Brigaden aufgestellt.  Die Mickiewicz-Kompanie wurde zuerst dem  Tschapajew-Bataillon zugeteilt. Das Bataillon wurde zwischen dem 4. und 27. Oktober 1937 Teil der XIII. Internationalen Brigade (Dąbrowski) und erhielt die Bezeichnung No 11 die vorher dem Louise-Michel-Bataillon zugeteilt war.
Am 24. September 1938 musste die Regierung der Spanischen Republik, unter anderem wegen des Druckes vom Völkerbund, die Internationalen Brigaden auflösen. Das Mickiewicz-Bataillon war bis zu diesem Zeitpunkt Teil der XIII. Internationalen Brigade (Dąbrowski).  